# هاري أشمور
هاري أشمور (بالإنجليزية: Harry Ashmore)‏ هو محرر وصحفي أمريكي، ولد في 28 يوليو 1916 في غرينفيل في الولايات المتحدة، وتوفي في 20 يناير 1998 في سانتا باربارا في الولايات المتحدة.